# جيف جان
جيف جان (بالإنجليزية: Jeff Jahn)‏ هو أمين متحف أمريكي، ولد في 1970 في ويسكونسن في الولايات المتحدة.